# Музей экономической ботаники Сантоса
Музей экономической ботаники Сантоса (англ. Santos Museum of Economic Botany) — музей ботанического ресурсоведения в Аделаиде (Южная Австралия). Находится на территории Ботанического сада Аделаиды. Постоянная коллекция музея предназначена для демонстрации практического, лекарственного и экономического использования растительного сырья.

## История
Создание музея было вдохновлено «Музеем № 1» в лондонских Королевских ботанических садах Кью, который открылся в 1847 году. Музей Аделаиды открылся в 1881 году и является единственным сохранившимся музеем такого рода в Австралии. После открытия в Музее экономической ботаники было представлено 3500 якспонатов, специально разработанных для демонстрации связи между растительным сырьём и конечным потребительским продуктом. В настоящее время здесь выставлено более 3 тыс. образцов, что составляет 99 % собранных материалов, и регулярно проводятся выставки современного искусства, такие как фотовыставка Тамар Дин в рамках биеннале Аделаидского фестиваля 2018 года.

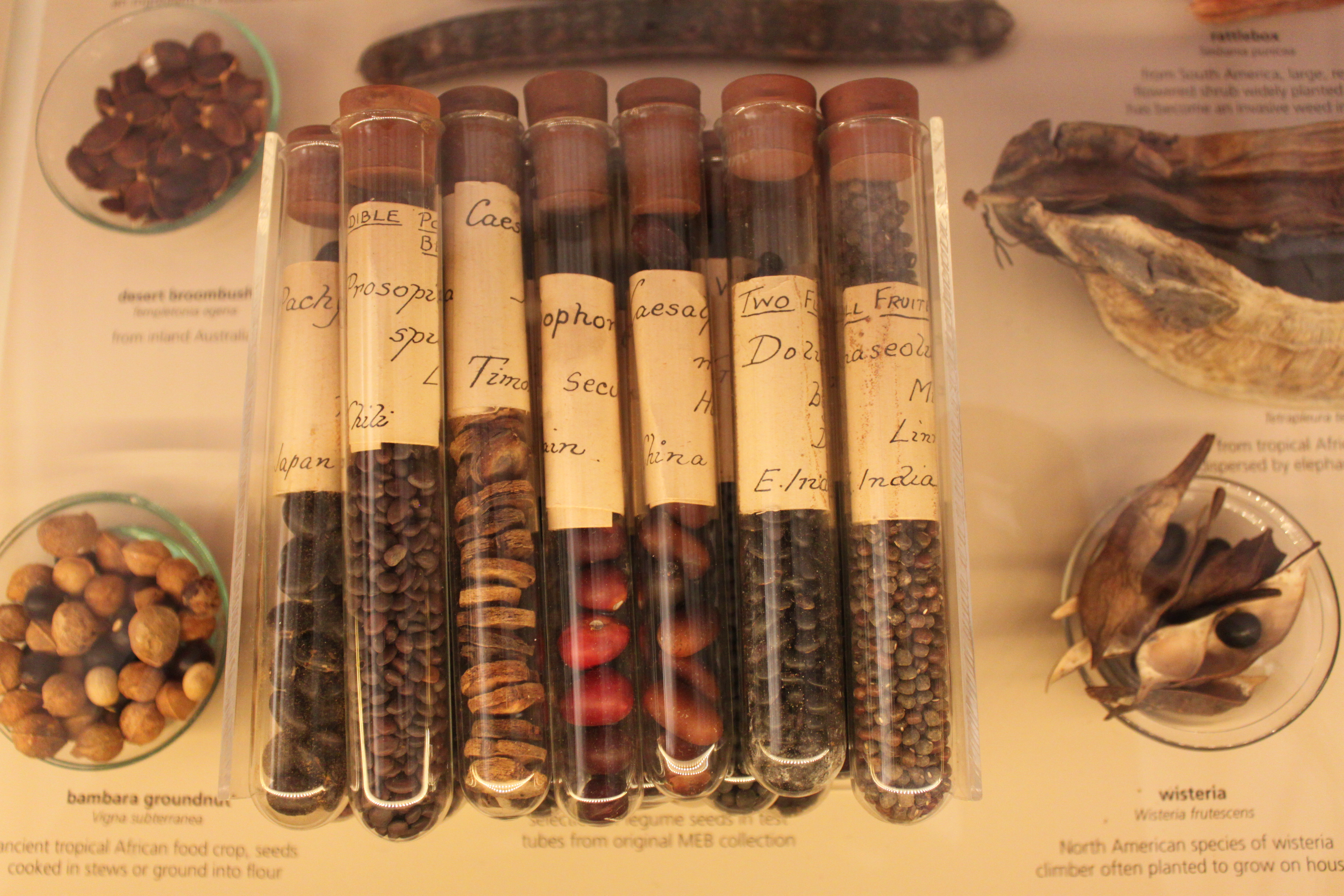
Образцы семян в музее

Немецкий ботаник и куратор ботанического сада Ричард Шомбургк, который стал первым директором музея, привлёк международную сеть своих единомышленников-ботаников для сбора богатого материала, который демонстрирует растительные материалы: эфирные масла, камеди и смолы, растительные волокна, красители, растительные продукты питания и напитки, волокна и т. д..

## Здание музея
С фасадом в стиле греческого возрождения музей был внесён в бывший Реестре национального наследия 21 октября 1980 года и в Реестр наследия Южной Австралии 23 сентября 1982 года